# Thermes de Néron (Rome)
Ne doit pas être confondu avec Thermes de Néron (Pise).
Les thermes de Néron ou thermes de Sévère Alexandre (en latin : Thermae Neronianae ou Thermae Alexandrinae) forment un complexe thermal situé à Rome sur le Champ de Mars, construit par Néron et restauré par Sévère Alexandre.

## Localisation
Les thermes de Néron sont situés sur le Champ de Mars, entre le Panthéon et le Stade de Domitien, au nord des thermes d'Agrippa,. Cette zone est aujourd'hui délimitée par la Piazza della Rotonda, la via del Pozzo delle Cornacchie et la via della Dogana Vecchia.

## Histoire

### Antiquité
La construction se déroule sous le règne de Néron entre 62 et 64,. Les thermes commencent à tomber en ruine durant le IIe siècle et sont partiellement détruits dans un incendie. Ils sont entièrement reconstruits sous Sévère Alexandre entre 226 et 229 et sont rebaptisés Thermae Alexandrinae, toutefois l'ancien nom continue d'être utilisé. Selon Sidoine Apollinaire, les thermes sont toujours fonctionnels au Ve siècle.

### Renaissance et époque moderne
Le marbre des thermes est utilisé dans la construction de palais et d'églises, dont la basilique Saint-Pierre. Au XVIe siècle, les fondations du caldarium sont encore bien visibles, permettant à des architectes comme Andrea Palladio et Antonio da Sangallo le Jeune de réaliser des relevés. En 1666, deux colonnes de granit rose sont prélevées du site sous la direction du pape Alexandre VII lors de la restauration du pronaos du Panthéon. Les vestiges d'un hypocauste sont mis au jour en 1871 sous la Piazza Madama avec des briques portant une estampille datée de 123,. Deux colonnes monolithiques et un morceau d'architrave de marbre blanc sont redressés près des thermes après 1934, sur la Piazza Sant'Eustachio tandis qu'une autre colonne est déplacée près de la Porta Pia en 1896 et intégrée au monument élevé à la hauteur de la brèche du mur d'Aurélien réalisée lors de la prise de Rome de 1870. En 1907, de nouveaux vestiges d'un deuxième hypocauste sont mis au jour, sous l'église San Salvatore in Thermis. Un bassin monumental intègre les collections de la villa Médicis et se trouve aujourd'hui dans le jardin de Boboli à Florence.

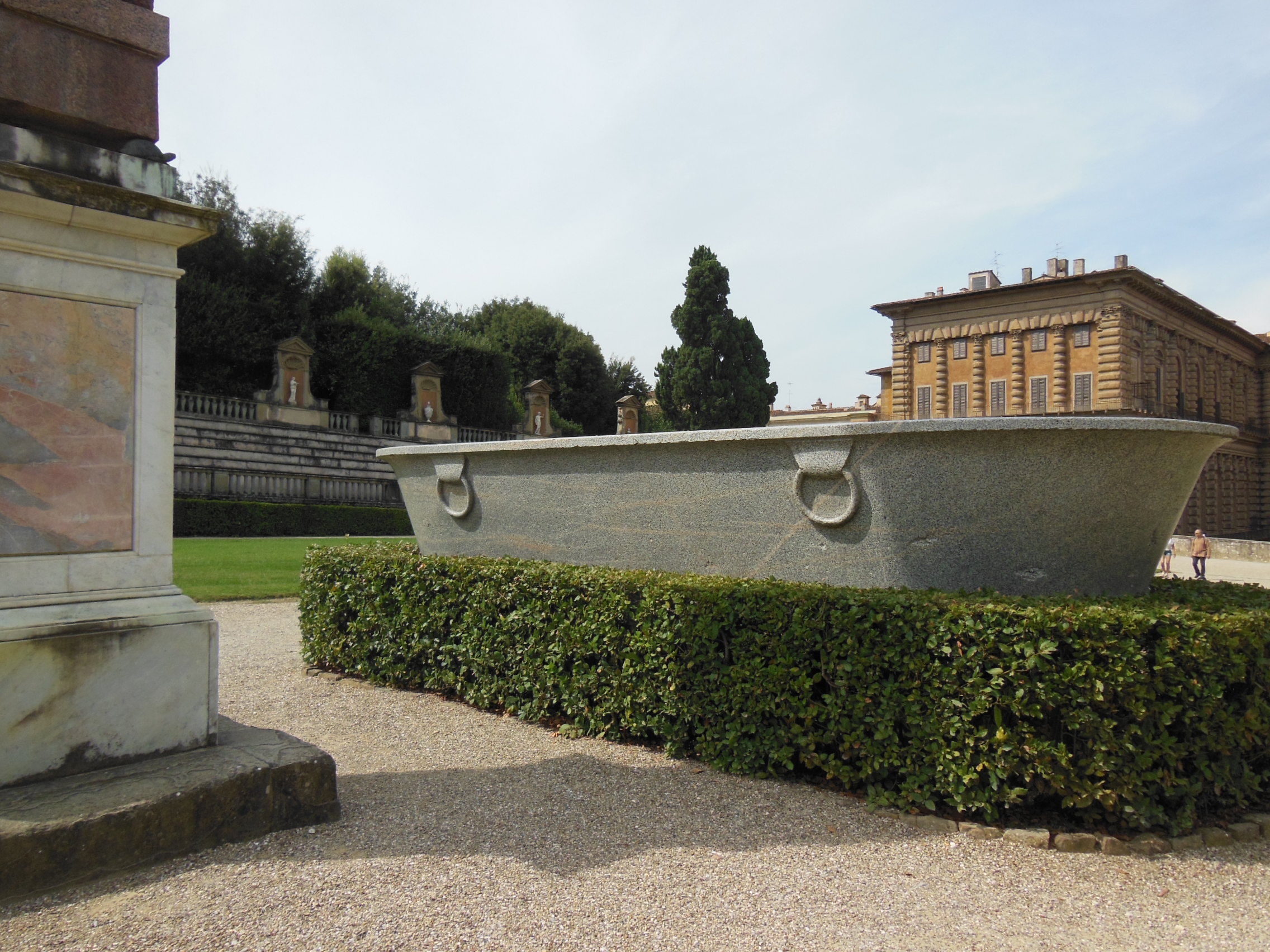
Bassin monumental provenant des thermes de Néron et exposé dans l'amphithéâtre du jardin de Boboli.
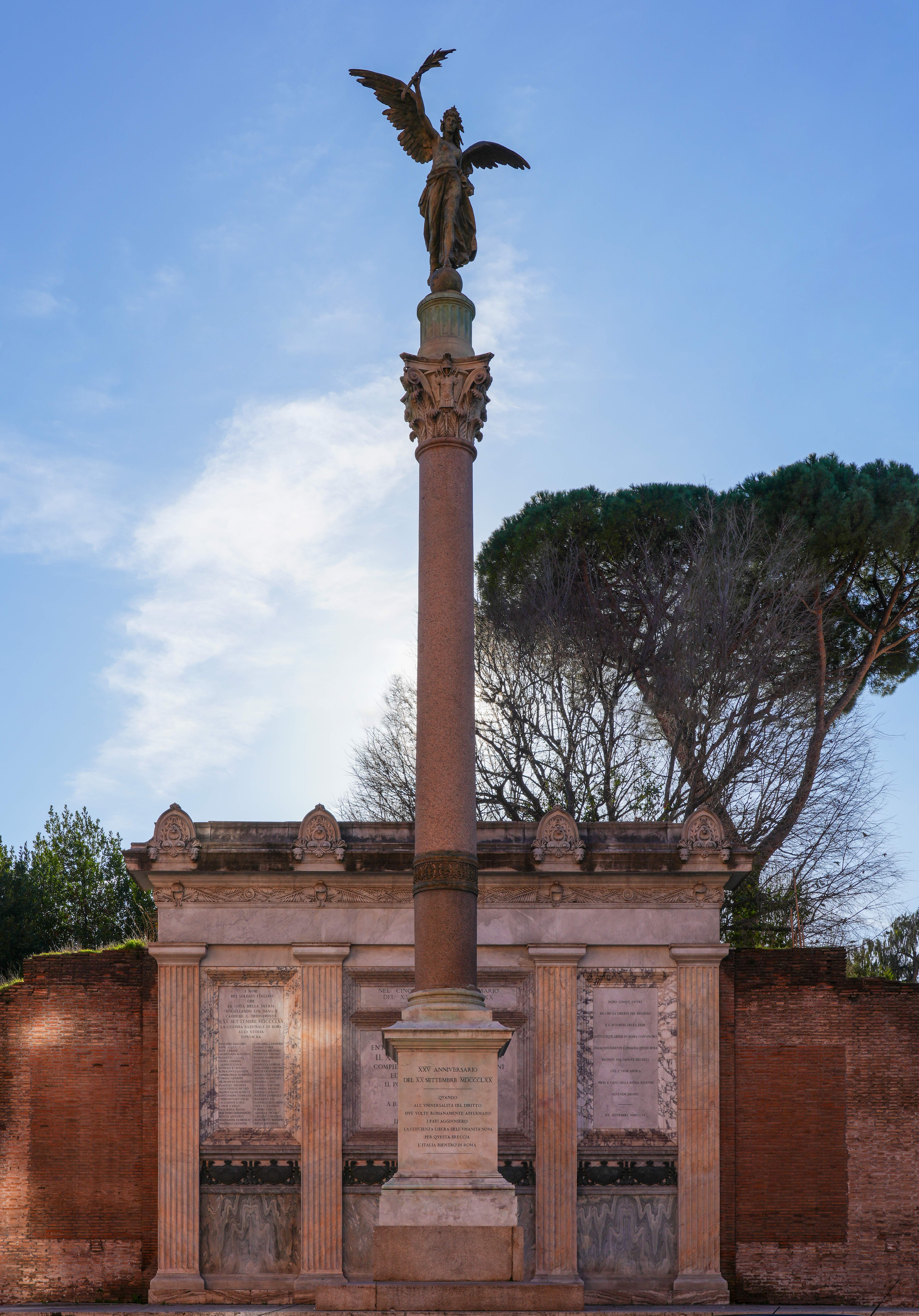
Colonne réutilisée pour l'érection du monument de la prise de Rome.
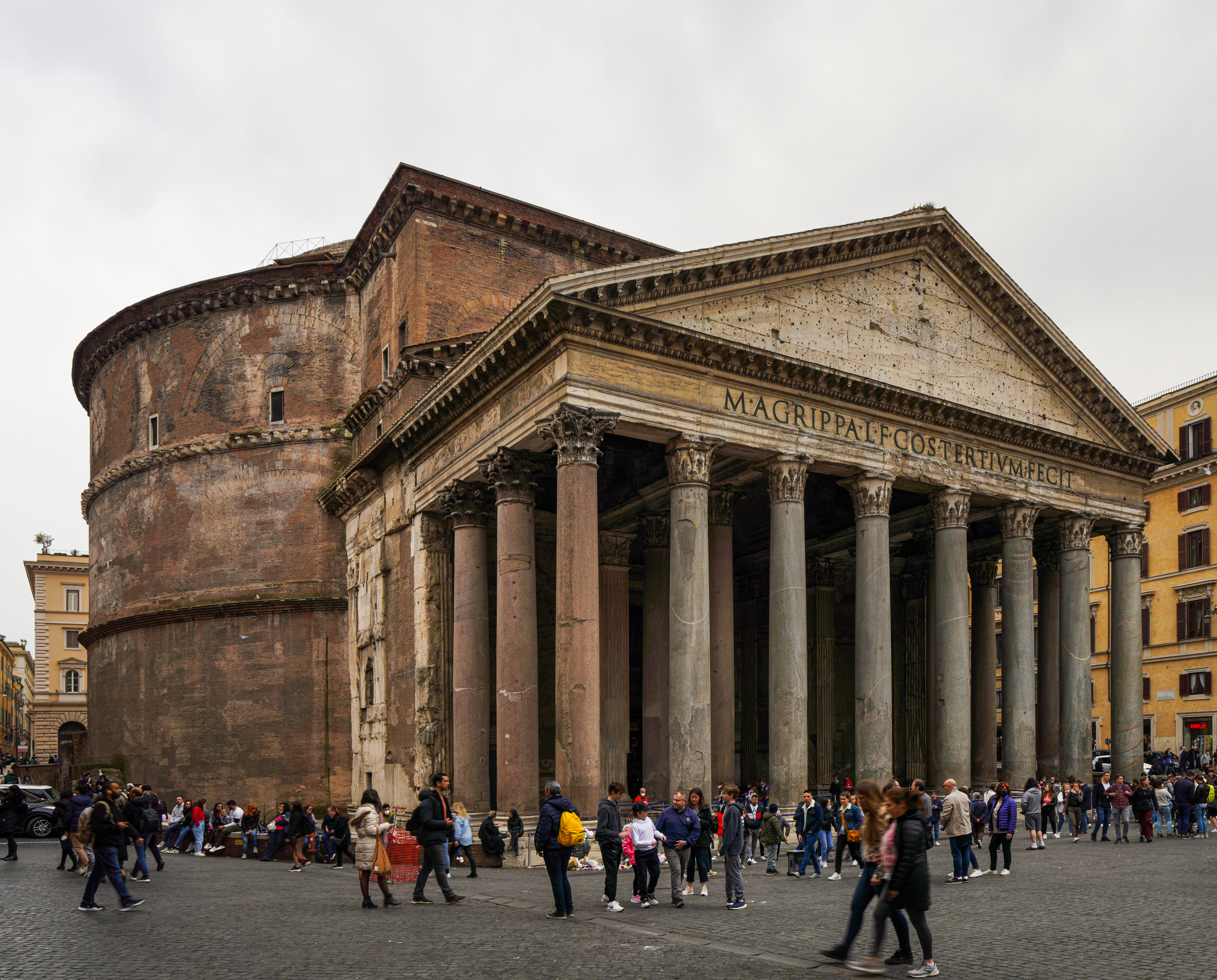
Vue du Panthéon : les deux colonnes en granit rose à gauche proviennent des thermes.

## Description

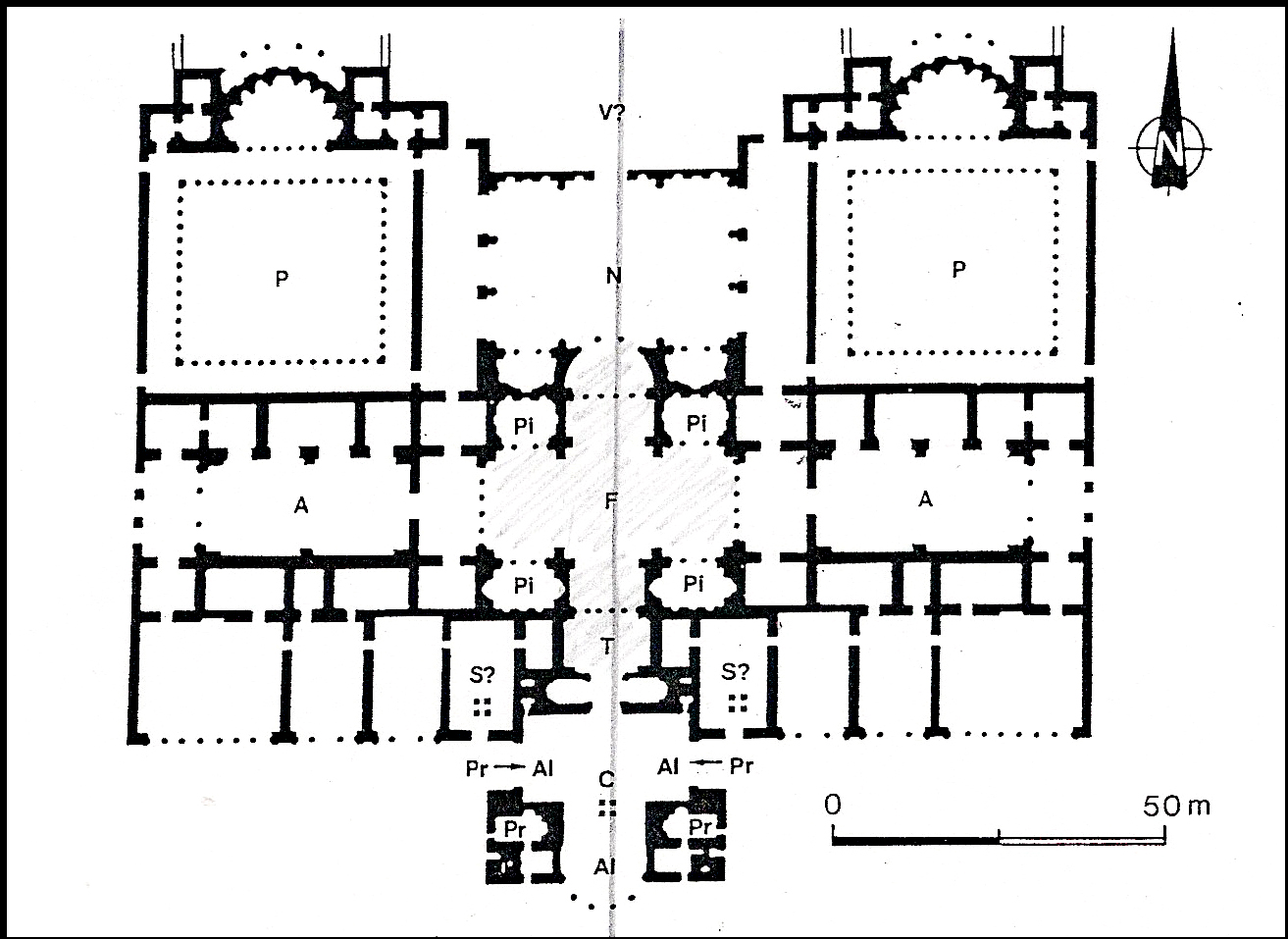
Plan des thermes de Néron établi à partir des relevés de Palladio.

Le complexe, dont le plan est connu grâce à des relevés datant de la Renaissance, devait couvrir, à l'époque sévérienne, une zone d'environ 190 mètres sur 120 mètres. Les thermes de Néron sont les premiers grands thermes d'époque impériale destinés à un usage public, les deuxièmes en taille après ceux d'Agrippa à l'époque de leur première construction. L'entrée principale est tournée vers le nord. Les pièces principales, dont le natatio, le caldarium et le frigidarium, devaient s'aligner selon un axe central et les salles annexes, dont deux péristyles servant de gymnases, se dédoubler de part et d'autre selon une symétrie axiale. Le plan des thermes impériaux continue d'évoluer au cours du Ier siècle et acquiert ses traits définitifs avec les thermes de Trajan construits au tout début du IIe siècle,.
Dans un premier temps, les bains sont alimentés en eau par l'aqueduc de l'Aqua Virgo, qui approvisionne déjà les thermes d'Agrippa situés non loin. Après la reconstruction et l'agrandissement des thermes par Sévère Alexandre, les thermes sont alimentés par l'aqueduc de l'Aqua Alexandrina, dernier aqueduc construit à Rome durant l'Antiquité, spécialement conçu pour approvisionner les nouveaux thermes.